# Succinea
Succinea is een geslacht van longslakken uit de  familie van de barnsteenslakken.

## Soorten
- Succinea putris (Linnaeus, 1758) (barnsteenslak)
- Succinea antiqua Colbeau, 1867